# Mapa de argumentos
Um mapa de argumentos é a representação visual da estrutura de um argumento em lógica informal. Ele inclui os componentes de um argumento, tais como a contenção principal, premissas, co-premissas, objeções, contra-argumentos e lemas.
Mapas de argumentos são utilizados freqüentemente no ensino de raciocínio e pensamento crítico, e podem suportar a análise de prós e contras quando deliberando sobre problemas perversos.

## Galeria

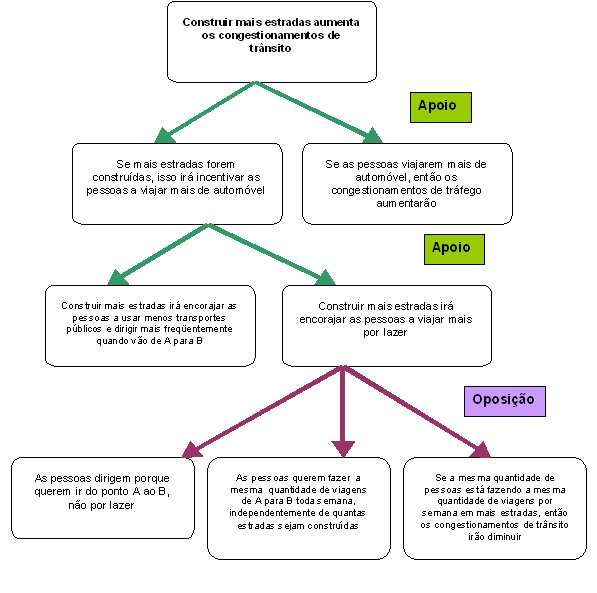

## Programas de mapas de argumentos
- (em inglês)-Argunet (open source, multiplataforma/java)
- (em inglês)-Araucaria (open source, multiplataforma/java)
- (em inglês)-Argumentative (open source, Windows)
- (em inglês)-Athena (grátis para uso não-comercial, Windows e talvez Linux e Mac OS-X)
- (em inglês)-Compendium: projetado para dar suporte a deliberações sobre assuntos, idéias e argumentos em problemas perversos. Com modelos visuais
- (em inglês)-Argumentation Schemes (free source, multiplataforma/java)
- (em castelhano),(em catalão),(em inglês)-DeMMaTTouL (open source, Linux, Windows, Mac)
- (em inglês)-Reason!Able (comercial, Windows), substituído pelo Rationale
- (em inglês)-Rationale (comercial, Windows); suporta mapas de "Raciocínio" simples e mapas de "Análise" mais avançados